# Jose Lina jr.
Jose D. Lina jr. (Victoria, 22 december 1951) is een voormalig Filipijns politicus. Lina was van 1987 tot 1995 lid van de Senaat van de Filipijnen. Aansluitend was hij tot 2001 gouverneur van de provincie Laguna.

## Biografie
Jose Lina jr. werd geboren op 22 december 1951 in Victoria in de Filipijnse provincie Laguna. Hij is een zoon van Jose Lina sr. en Dionisia David. Lina voltooide in 1975 een bacheloropleiding economie aan de University of Santo Tomas en studeerde daarna rechten aan de University of the Philippines. Na het behalen van zijn bachelor-diploma in 1979 slaagde hij dat jaar tevens voor het toelatingsexamen van de Filipijnse balie.
Bij de verkiezingen van 1987 werd Lina gekozen in de Senaat van de Filipijnen. In 1992 werd herkozen. Omdat hij bij de verkiezingen op de 16e plek eindigde duurde zijn tweede termijn als senator maar drie jaar. Bij de verkiezingen van 1995 deed Lina met succes mee aan de gouverneursverkiezingen van zijn geboorteprovincie Laguna. Na afloop van zijn eerste termijn in 1998 werd hij herkozen.   
Enkele maanden voor einde van zijn tweede termijn als gouverneur van Laguna werd Lina aangesteld als minister van binnenlandse zaken en lokaal bestuur, als opvolger van Anselmo Avelino. Deze functie bekleedde hij van januari 2001 tot juli 2004, waarna hij bij het begin van de nieuwe termijn van president Gloria Macapagal-Arroyo werd opgevolgd door Angelo Reyes. Nadien was Lina actief in het Filipijns bedrijfsleven. Zo werd hij in oktober 2004 aangesteld als president-directeur van het Manila Hotel en werd hij in september 2005 gekozen tot president van Philippine International Air Terminal, Inc..
Lina jr. trouwde met Loretta Araneta en kreeg met haar vijf kinderen.